# Amalie Elisabeth von Hanau-Münzenberg

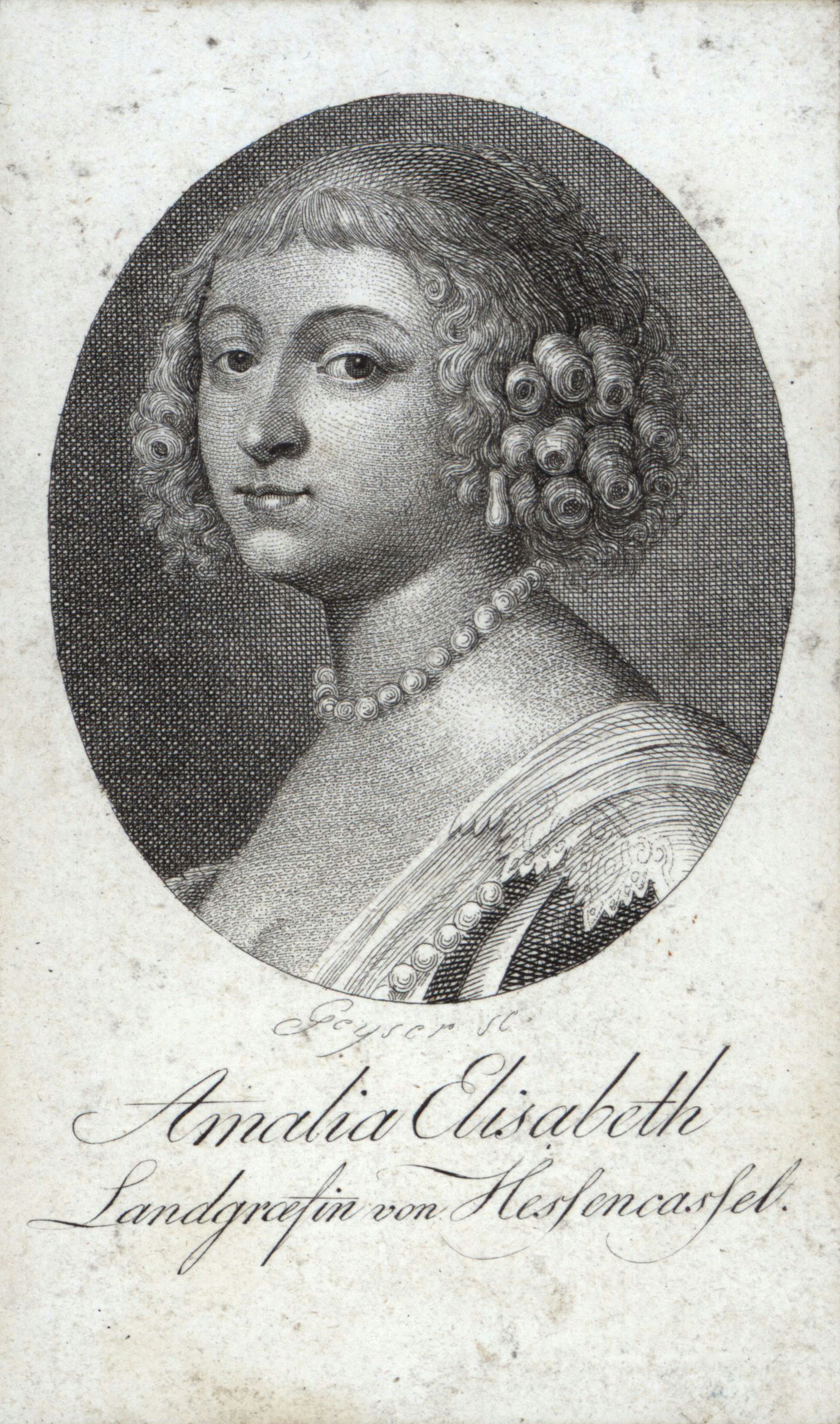
Amalie Elisabeth als junge Frau, Porträt von Christian Gottlieb Geyser

Amalie Elisabeth von Hanau-Münzenberg (* 29. Januar 1602 in Hanau; † 8. August 1651 in Kassel) regierte nach dem Tod ihres Gemahls, Landgraf Wilhelm V. von Hessen-Kassel, die Landgrafschaft Hessen-Kassel für den noch unmündigen Erben von 1637 bis 1650.
Auch die Schreibweise Amelie Elisabeth bzw. Amalia Elisabeth wird verwendet.

## Kindheit
Zur Familie vgl. Hauptartikel: Hanau (Adelsgeschlecht)
Als Tochter des Grafen Philipp Ludwig II. von Hanau-Münzenberg und seiner Gemahlin Katharina Belgica von Oranien-Nassau genoss Amalie Elisabeth, wie ihr später umsichtiges Wirken in der Landgrafschaft Hessen-Kassel zeigte, vermutlich eine ausgezeichnete Bildung. Ihre Mutter war eine Tochter Wilhelms von Oranien-Nassau, der den Unabhängigkeitskampf der Niederlande gegen Habsburg im 16. Jahrhundert angeführt hatte. Über die zahlreichen Geschwister ihrer Mutter war Amalie Elisabeth mit vielen bedeutenden Häusern Europas verwandt. So auch mit den streng reformatorisch geprägten pfälzischen Wittelsbachern in Heidelberg, wo sie eine Zeitlang bei ihrer Tante, der Kurfürstin Luise Juliane (1576–1644), verheiratet mit Kurfürst Friedrich IV., aufwuchs. Nach dem frühen Tod ihres Vaters 1612 kehrte sie nach Hanau zurück. Später schloss sich auch ein längerer Aufenthalt bei ihrer Verwandtschaft in den Niederlanden an.
Im Jahr 1617 tauchte Albrecht Jan Smiřický von Smiřice (auch: Albert; Johann) (* 17. Dezember 1594; † 18. November 1618) am Hanauer Hof auf, um Amalie Elisabeth einen Heiratsantrag zu machen. Da dieser Schritt vorher nicht abgesprochen und die Einstufung des böhmischen Adelstitels und des Rangs im Hanauer Kontext wohl nicht eindeutig war, stiftete das erst einmal Verwirrung. Immerhin war Albrecht Johann Smiřický böhmisch-ständischer Landesdirektor, reformiert, und einer der reichsten Großgrundbesitzer Böhmens. Die Verlobung kam zustande. Albrecht Johann Smiřický war dann einer der sechs böhmischen Adeligen, die beim zweiten Prager Fenstersturz die kaiserlichen Statthalter aus dem Fenster warfen, was als Beginn des Dreißigjährigen Kriegs gilt. Er war anschließend sogar als Kandidat für die böhmische Krone im Gespräch. Albrecht Johann Smiřický starb allerdings schon, bevor das Winterkönigtum Kurfürst Friedrich V. von der Pfalz unterging. Zwischen Amalie Elisabeth und seinen Erben kam es zu einem heftigen Streit um Nachlassteile, faktisch beendet durch die Beschlagnahme des Vermögens mit seiner posthumen Verurteilung durch die wieder an die Macht gelangten Habsburger 1621.

## Ehe

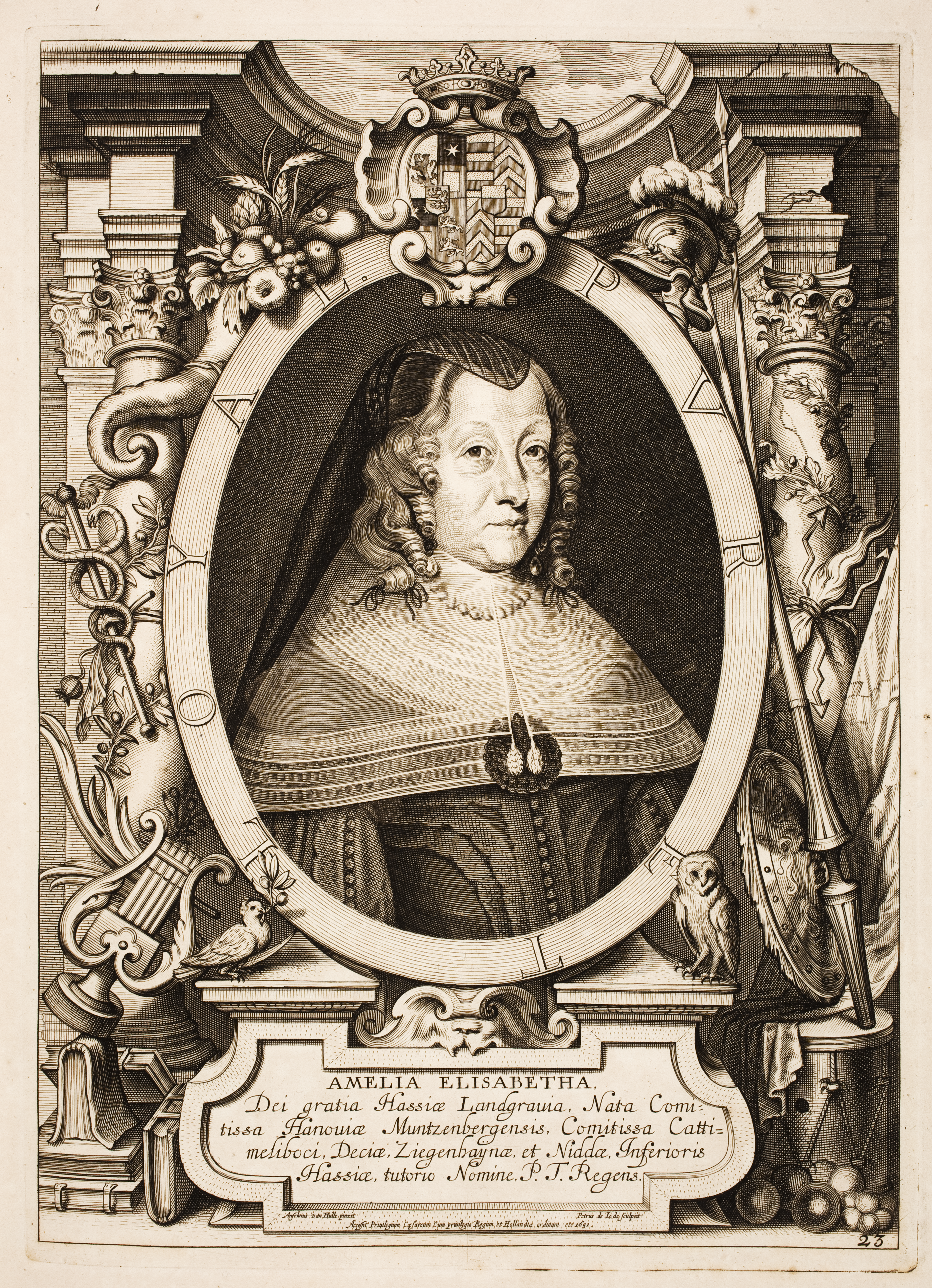
Amalie Elisabeth, nach Anselm van Hulle. Collection Friedenspalast.

Amalie Elisabeth heiratete 1619 den späteren Landgrafen Wilhelm (V.) von Hessen-Kassel. Ihr Mann wurde nach der von den hessischen Ständen herbeigeführten Abdankung seines Vaters Moritz 1627 Regent von Hessen-Kassel.
Wilhelm schloss sich im Dreißigjährigen Krieg der protestantischen Seite an. Nach dem Sieg der kaiserlichen und spanischen Truppen 1634 in der Schlacht bei Nördlingen über Schweden kam ihm sein mächtigster Verbündeter abhanden. Gleichwohl war er einer von drei Fürsten, die sich dem Prager Frieden von 1635 verweigerten. Wilhelm V. liierte sich vielmehr mit Frankreich. Er befreite im Zuge seiner Beteiligung an dem Krieg am 13. Juni 1636 die Stadt Hanau aus einer Belagerung durch kaiserliche Truppen. Anschließend aber unterlag er den Kaiserlichen und zog sich deshalb in das leicht zu verteidigende Friesland zurück. Bei dieser Flucht mussten Wilhelm und Amalie Elisabeth ihre drei kleinen Töchter Amelia, Charlotte und Elisabeth in Kassel zurücklassen. Erst drei Jahre später sah Amalie Elisabeth die Töchter wieder. Wilhelm V., war schon zuvor im Alter von nur 36 Jahren in Leer (Ostfriesland) im Exil verstorben. Sein Testament ernannte seine Gemahlin zur Regentin für den noch unmündigen Sohn Wilhelm VI. Als wichtigstes Machtinstrument hinterließ er seiner Frau eine gut geführte Armee, die mit nach Friesland gerettet werden konnte.

## Regentschaft

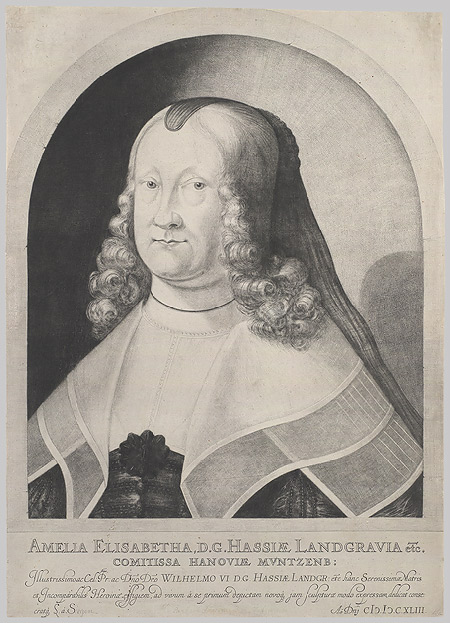
Amalie Elisabeth

Nachfolger Wilhelms V. war in Hessen-Kassel sein acht Jahre alter Sohn als Landgraf Wilhelm VI. Amalie Elisabeth führte bis zu dessen Volljährigkeit 1650 vormundschaftlich die Regierung. Sie erwies sich dabei als eine geschickte und energische Regentin. Trotz der schlechten Ausgangslage 1637 gelang es ihr nicht nur, dem Sohn die Landgrafschaft zu erhalten, sondern sie dauerhaft zu konsolidieren. So ließ sie zunächst die in Ostfriesland stehenden Truppen dem neuen Landgrafen huldigen und konnte auch erreichen, dass die in Kassel verbliebene Regierung ihre Vormundschaft anerkannte, trotz eines entgegenstehenden Anspruchs, den Georg II. von Hessen-Darmstadt (1626–1661) durchzusetzen versuchte.
Zu den Münzen ihres Sohnes Wilhelms VI. zählen auch die Gepräge, die sie in der Zeit ihrer Regentschaft prägen ließ. Sie ließ die Gepräge Wilhelms V., die sogenannten Weidenbaumtaler, noch zwei Jahre über den Tod ihres Mannes hinaus weiter prägen.

### Dreißigjähriger Krieg
Als Regentin setzte Amalie Elisabeth die Bündnispolitik ihres verstorbenen Mannes als Verbündete Frankreichs fort. Ihr Mann hatte ihr dafür mit der nach Friesland geretteten Armee ein wertvolles Machtinstrument hinterlassen. Sie schloss zwar einen Waffenstillstand mit dem Kaiser, akzeptierte aber 1639 und 1640 Bündnisangebote von Kardinal Richelieu und dem Herzog Bernhard von Sachsen-Weimar. Gegenüber dem Kaiser wurde sie damit vertragsbrüchig. Hessen-Kassel wurde durch ihre geschickte Bündnispolitik wieder eine Führungsmacht im deutschen protestantischen Lager.
Mit den Verwandten in Hessen-Darmstadt nahm sie die Auseinandersetzung um Oberhessen wieder auf. Durch Rechtsgutachten ließ sie belegen, dass der diesbezügliche 1627 geschlossene Vertrag ungültig sei. Am 6. März 1645 rückten Kasseler Truppen in Oberhessen ein. Es begann der „Hessenkrieg“. Die Armee des Landgrafen Georg II. war den kampferfahrenen Angreifern unterlegen.

### Westfälischer Friede
Der Einigungs- und Friedensvertrag zwischen beiden Teilen Hessens von 1648 wurde im Westfälischen Frieden bestätigt. Hessen-Kassel erhielt danach ein Viertel von Oberhessen mit Marburg. Von Schweden und Frankreich unterstützt, erhielt Hessen-Kassel – als einziges deutsches Territorium – für sein Heer von etwa 20.000 Mann im Westfälischen Frieden eine Kriegsentschädigung von einer halben Million Taler. Die Abtei Hersfeld und Teile der Grafschaft Schaumburg gehörten fortan ebenfalls rechtssicher zur Landgrafschaft Hessen-Kassel.
Bislang wurde angenommen, dass Amalie Elisabeth in den Friedensverhandlungen eine der treibenden Kräfte war, die auf die rechtliche Gleichstellung der reformierten Konfession neben den Lutheranern und der römisch-katholischen Konfession drängten und das auch durchsetzten. Neuere Forschungen haben nachgewiesen, dass sich die Regentin stärker auf hessen-kasselische Interessen konzentrierte.

### Grafschaft Hanau
Die Kosten für die Befreiung der Stadt Hanau von der Belagerung im Jahr 1636 forderte Amalie Elisabeth vom Hanauer Grafen zurück. Da Hanau nicht zahlen konnte, einigte man sich auf die pfandweise Abtretung des Hanauer Amtes Schwarzenfels und der Kellerei Naumburg als Kompensation.
Als im Jahr 1642 die Grafen von Hanau-Münzenberg ausstarben und die entfernt verwandte Linie der Grafen von Hanau-Lichtenberg das Erbe antrat, unterstützte dies Landgräfin Amalie Elisabeth und ließ sich ihre Unterstützung mit einem Erbvertrag zwischen Hessen-Kassel und der Grafschaft Hanau des Inhalts honorieren, dass, stürben auch die Grafen von Hanau-Lichtenberg aus, die Grafschaft Hanau-Münzenberg an Hessen-Kassel falle. Dieser Fall trat im Jahr 1736 ein.

## Alter
Die Anstrengungen, die der Krieg und die andauernden Belastungen mit sich brachten, gingen nicht spurlos an Amalie Elisabeth vorbei. 1648 erfolgte der erste gesundheitliche Zusammenbruch. So übergab die Landgräfin am 20. September 1650 die Amtsgeschäfte an ihren Sohn, Landgraf Wilhelm VI.
Ihr letztes Lebensjahr wurde überschattet von der unglücklichen Ehe ihrer Tochter Charlotte mit Kurfürst Karl Ludwig von der Pfalz. Völlig entkräftet kehrte sie von einer Reise zu ihrer Tochter nach Heidelberg zurück. Nur vier Wochen später starb Amalie Elisabeth am 8. August 1651 in Kassel und wurde am 30. September 1651 in der Martinskirche in Kassel beigesetzt.

## Wissenswert

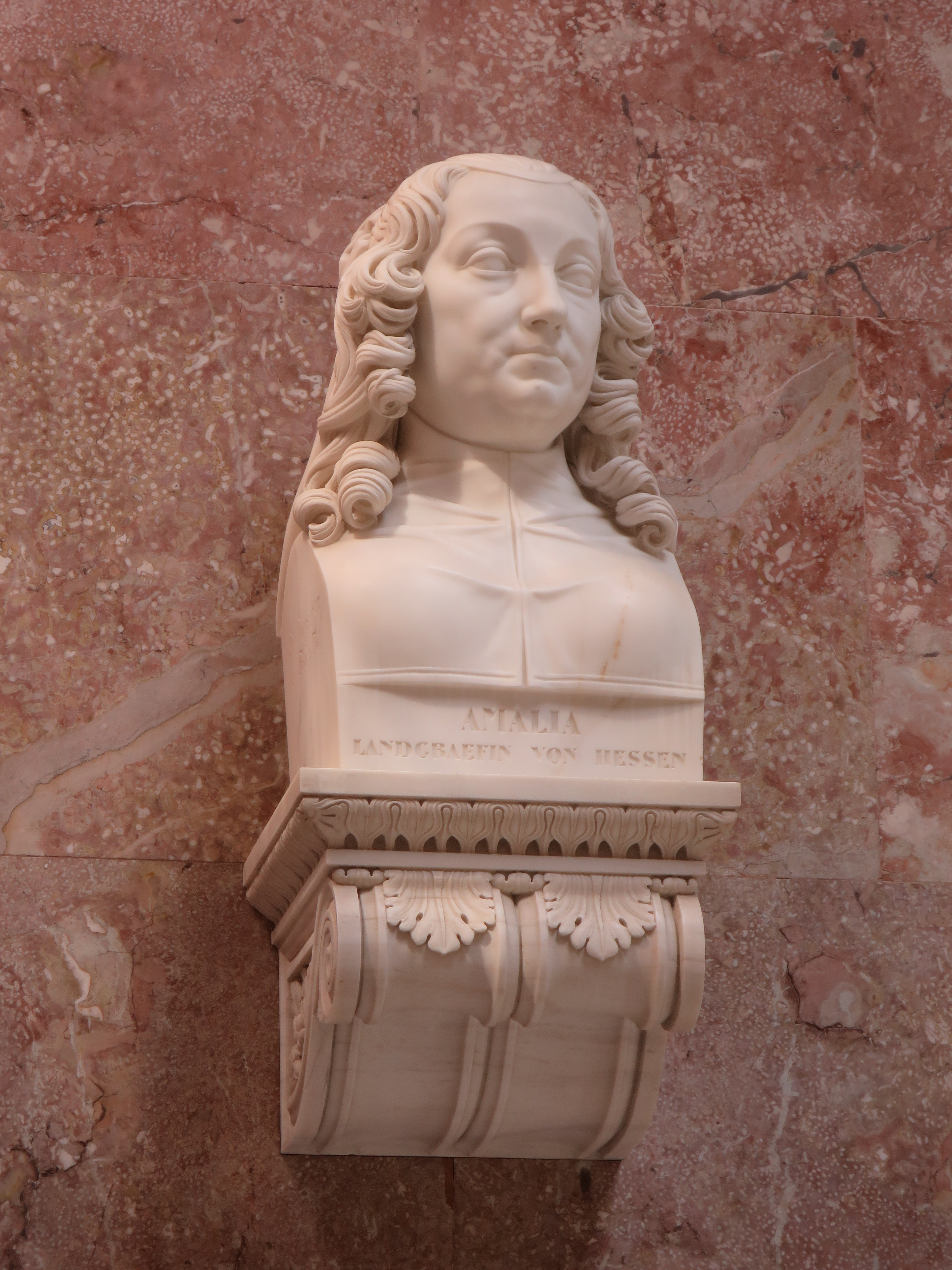
Büste in der Walhalla von Christian Friedrich Tieck

- Über ihre Tochter Charlotte ist Amalie Elisabeth die Großmutter der berühmten Liselotte von der Pfalz.
- Ihre erste Biografie wurde vermutlich von Christian Gottfried Körner verfasst und erschien als Anhang zur Darstellung des Dreißigjährigen Krieges von Friedrich Schiller.
- Amalie Elisabeth war eine von nur vier Frauen, die noch zu Lebzeiten König Ludwigs I. in die Walhalla aufgenommen wurden. (Heute sind dort zwölf Frauen vertreten.) Ihre dortige Büste wurde von Christian Friedrich Tieck geschaffen.

## Kinder
1. Agnes (* 24. November 1620 in Kassel; † 20. August 1626 in Hersfeld)
2. Moritz (24. September 1621 in Kassel, † am gleichen Tag)
3. Elisabeth (* 21. Oktober 1623 in Kassel; † 13. Januar 1624 in Kassel)
4. Wilhelm (* 31. Januar 1625; † 11. Juli 1626 in Ziegenhain)
5. Amelia (* 11. Februar 1626; † 15. Februar 1693 in Frankfurt am Main), verheiratet 15. Mai 1648 mit Henri Charles de La Trémoille Fürst von Talmont
6. Charlotte (* 20. November 1627 in Kassel; † 16. März 1686 in Heidelberg), verheiratet 12. Februar 1650 mit Kurfürst Karl I. Ludwig von der Pfalz, geschieden 14. April 1657, Mutter der Liselotte von der Pfalz
7. Wilhelm VI. (* 23. Mai 1629 in Kassel; † 16. Juli 1663 in Schmalkalden), verheiratet 9. Juli 1646 mit Markgräfin Hedwig Sophie von Brandenburg
8. Philipp (* 16. Juni 1630 in Kassel; † 17. August 1638 in Groningen)
9. Adolf (* 17. Dezember 1631 in Kassel; † 17. März 1632 in Kassel)
10. Karl (* 18./19. Juni 1633 in Kassel; † 9. März 1635 in Kassel)
11. Elisabeth (* 23. Juni 1634 in Kassel; † 22. März 1688 in Kassel), als Elisabeth V. Äbtissin des Stiftes Herford
12. Totgeburt 8. Februar 1635
13. Louise (* 5. November 1636; † 6. Januar 1638 in Kassel)
14. Totgeburt 28. Mai 1637

## Vorfahren
| Stammtafel der Gräfin Amalie Elisabeth von Hanau-Münzenberg | Stammtafel der Gräfin Amalie Elisabeth von Hanau-Münzenberg                                                 | Stammtafel der Gräfin Amalie Elisabeth von Hanau-Münzenberg                                                 | Stammtafel der Gräfin Amalie Elisabeth von Hanau-Münzenberg                                                   | Stammtafel der Gräfin Amalie Elisabeth von Hanau-Münzenberg                                                      | Stammtafel der Gräfin Amalie Elisabeth von Hanau-Münzenberg | Stammtafel der Gräfin Amalie Elisabeth von Hanau-Münzenberg |
| ----------------------------------------------------------- | --- | --- | --- | --- | ----------------------------------------------------------- | ----------------------------------------------------------- |
| Urgroßeltern                                                | Philipp III. von Hanau-Münzenberg (1526–1561) ⚭ 1551 Helena von Pfalz-Simmern (1532–1579)                   | Philipp IV. von Waldeck (1493–1574) ⚭ 1554 Jutta von Isenburg († 1564)                                      | Wilhelm von Nassau-Dillenburg (1487–1559) ⚭ 1523 Juliana zu Stolberg (1506–1580)                              | Louis III. de Bourbon, duc de Montpensier (1513–1582) ⚭ Jacqueline de Longwy Gräfin von Bar du Seine (1538–1561) |                                                             |                                                             |
| Großeltern                                                  | Philipp Ludwig I. von Hanau-Münzenberg (1553–1580) ⚭ 1576 Magdalena von Waldeck (1558–1599)                 | Philipp Ludwig I. von Hanau-Münzenberg (1553–1580) ⚭ 1576 Magdalena von Waldeck (1558–1599)                 | Wilhelm I. von Oranien-Nassau, der Schweiger (1533–1584) ⚭ 1575 Charlotte von Bourbon-Montpensier (1546–1582) | Wilhelm I. von Oranien-Nassau, der Schweiger (1533–1584) ⚭ 1575 Charlotte von Bourbon-Montpensier (1546–1582)    |                                                             |                                                             |
| Eltern                                                      | Philipp Ludwig II. von Hanau-Münzenberg (1576–1612) ⚭ 1596 Katharina Belgica von Oranien-Nassau (1578–1648) | Philipp Ludwig II. von Hanau-Münzenberg (1576–1612) ⚭ 1596 Katharina Belgica von Oranien-Nassau (1578–1648) | Philipp Ludwig II. von Hanau-Münzenberg (1576–1612) ⚭ 1596 Katharina Belgica von Oranien-Nassau (1578–1648)   | Philipp Ludwig II. von Hanau-Münzenberg (1576–1612) ⚭ 1596 Katharina Belgica von Oranien-Nassau (1578–1648)      |                                                             |                                                             |
| Amalie Elisabeth                                            | | | | |                                                             |                                                             |

## Kritik und Würdigung
„Amalie Elisabeth war unstreitig die größte Fürstin ihres Jahrhunderts. Ihr Bild tritt in kräftigen Umrissen aus dem Gewirre einer verhängnisvollen Zeit hervor. Ihre reifen Plane und ihre weise Regierung verkündigen der Nachwelt ihren hohen Geist, und ihre seltenen häuslichen Tugenden thun ihre edle Gesinnung kund. Wenn der so oft entweihte Helden-Name nur solchen Menschen gebührt, welche großen Hindernissen und Widerwärtigkeiten kräftig und ungebeugt widerstanden, so ist Amalie des Namens einer Heldin würdig. … Diese Blätter sollen einige Zweige zu dem Kranze darbieten, den der Vaterlandsfreund, nicht ohne Rührung, an dem ehrwürdigen Denksteine dieser großen Fürstin niederlegt.“

„Es ist ein schmerzlicher Gedanke, daß das völlig unbetheiligte Ostfriesland duch das Raubsystem dieses verschmitzten Weibes ein nicht unwichtiges Werkzeug werden mußte, daß Deutschland noch zehn Jahre hindurch von gottvergessenen Söldnern zertreten, verwüstet und verödet wurde. Man wird uns vorhalten: also sei es geschehen für die Sache des Evangeliums. Freilich, wenn man es einmal so will; aber unter den Unzähligen, die damals der Tod in tausend Gestalten verschlang, werden wenige gestorben sein mit einer Segnung des Evangeliums auf den Lippen für eine Frau, die in freier Wahl zwischen dem Oberhaupte und dem Feinde des Reiches sich für diesen entschied und aufs neue die Brandfackel entzündete, die fortan noch zehn lange Jahre leuchtete.“